# Ṭāriq ibn Ziyād
Ṭāriq ibn Ziyād (tiếng Ả Rập: طارق بن زياد), còn được gọi đơn giản là Tarik trong tiếng Anh, là một chỉ huy người Berber, người đã phục vụ Caliphate Umayyad và khởi xướng Người Hồi giáo chinh phục Iberia (Tây Ban Nha và Bồ Đào Nha ngày nay) vào năm 711–718 sau Công nguyên. Ông dẫn đầu một đội quân vượt qua Eo biển Gibraltar từ bờ biển Bắc Phi, củng cố quân đội của mình tại nơi mà ngày nay được gọi là Núi Gibraltar. Cái tên "Gibraltar" là bắt nguồn từ tiếng Tây Ban Nha của tên tiếng Ả Rập Jabal Ṭāriq (جبل طارق), có nghĩa là "núi Ṭāriq", được đặt theo tên ông.

## Lịch sử

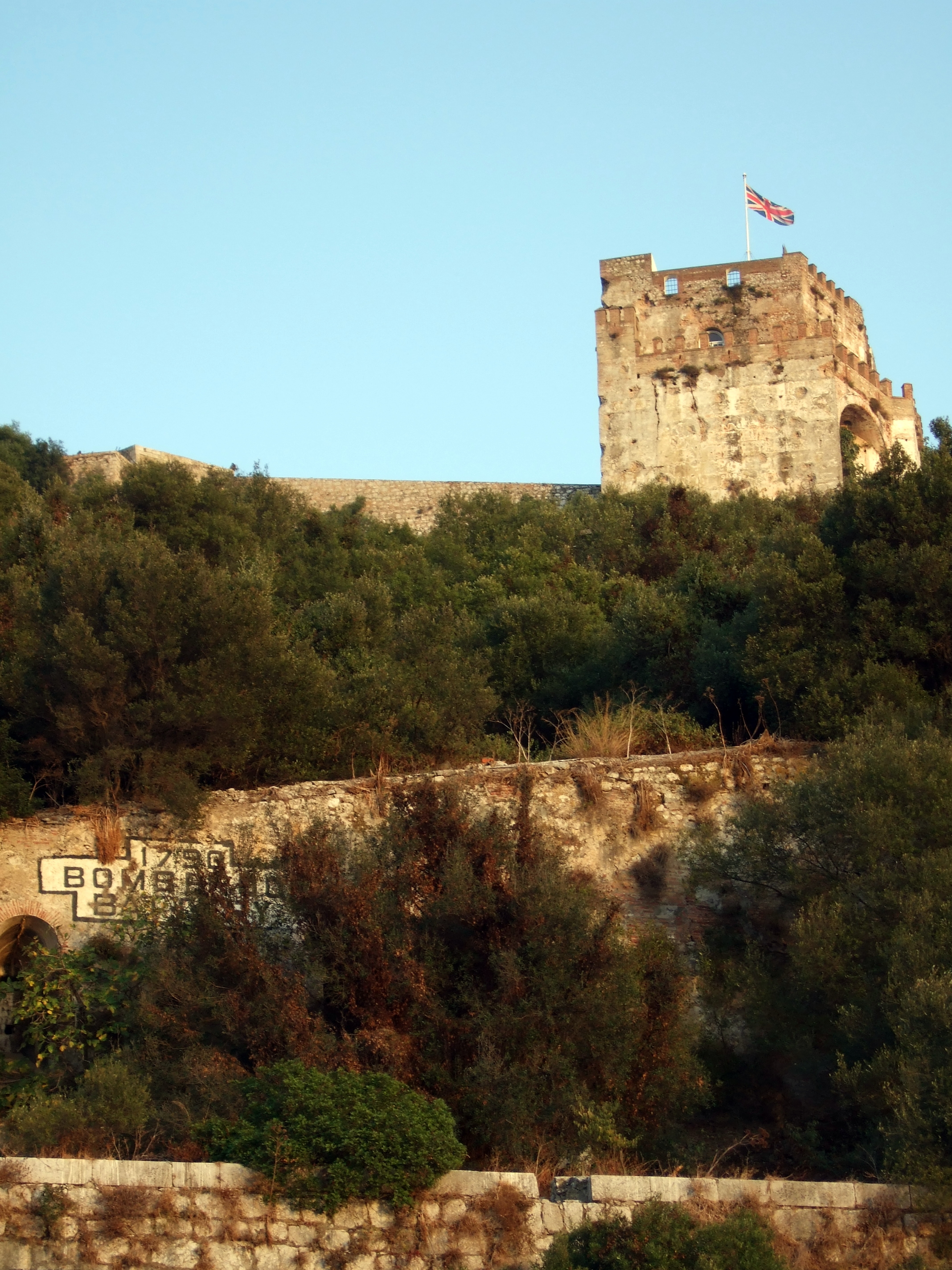
Tháp Tôn kính của Lâu đài Moorish, biểu tượng của Sự cai trị của người Hồi giáo ở Gibraltar